# Tommy Kono
Tommy Kono, właśc. Thomas Tamio Kono (ur. 27 czerwca 1930 w Sacramento, zm. 24 kwietnia 2016 w Honolulu) – amerykański sztangista, trzykrotny medalista igrzysk olimpijskich i wielokrotny medalista mistrzostw świata.

## Życiorys
Jego rodzice byli z pochodzenia Japończykami i w czasie II wojny światowej cała rodzina została internowana. W dzieciństwie chorował na astmę. To właśnie w obozie internowania Tule Lake, w trakcie wojny, zaczął podnosić ciężary.
Około 1950 roku Kono został powołany do służby w United States Army, jednak ostatecznie nie wziął udziału w wojnie koreańskiej, z uwagi na starty olimpijskie.
Odnosił sukcesy także w kulturystyce, zdobywając m.in. tytuł AAU Mister Universe.
Pracował też jako trener.

## Kariera
Kono był zawodnikiem wszechstronnym, startującym w czterech kategoriach wagowych: wadze lekkiej, lekkociężkiej, średniej i półciężkiej. Pierwszy sukces osiągnął w 1952 roku, kiedy podczas igrzysk olimpijskich w Helsinkach zwyciężył w wadze lekkiej. Wynikiem 362,5 kg ustanowił nowy rekord olimpijski i wyprzedził Jewgienija Łopatina z ZSRR i Australijczyka Verna Barberisa. Rok później zdobył złoty medal w wadze średniej na mistrzostwach świata w Sztokholmie, pokonując swego rodaka Dave’a Shepparda i Jurija Duganowa z ZSRR.
W 1954 roku znowu zmienił kategorię i na mistrzostwach świata w Wiedniu zwyciężył w wadze lekkociężkiej. Wynik ten powtórzył podczas rozgrywanych rok później mistrzostw świata w Monachium. W 1956 roku wystartował na igrzyskach olimpijskich w Melbourne, zdobywając złoty medal i ustanawiając nowy rekord świata wynikiem 447,5 kg. Pokonał tam Vasilijsa Stepanovsa z ZSRR o 20 kg i swego rodaka Jima George’a o 30 kg.
W latach 1957–1960 startował ponownie w wadze średniej. W tym czasie zdobył złote medale na mistrzostwach świata w Teheranie (1957), mistrzostwach świata w Sztokholmie (1958) i mistrzostwach świata w Warszawie (1959). W 1960 roku zdobył ponadto srebrny medal na igrzyskach olimpijskich w Rzymie, rozdzielając na podium Aleksandra Kurynowa z ZSRR i Węgra Győző Veresa.
Od 1961 roku ponownie startował w wadze lekkociężkiej, zdobywając brązowy medal podczas mistrzostw świata w Wiedniu. Wyprzedzili go tam Rudolf Plukfielder z ZSRR i Węgier Géza Tóth. Na rozgrywanych rok później mistrzostwach świata w Budapeszcie był drugi, plasując się za Győző Veresem, a przed Gézą Tóthem. Ponadto Kono zdobywał złote medale w tej wadze na igrzyskach panamerykańskich w Meksyku w 1955 roku i rozgrywanych osiem lat później igrzyskach panamerykańskich w São Paulo. W 1959 roku zwyciężył także w wadze średniej na igrzyskach panamerykańskich w Chicago.
Wielokrotnie bił rekordy globu, ustanawiając ich łącznie 27 w czterech różnych kategoriach wagowych.
W 2005 roku otrzymał od Międzynarodowej Federacji Podnoszenia Ciężarów (IWF) tytuł sztangisty stulecia.

## Starty olimpijskie
Helsinki 1952
- kategoria do 67,5 kilogramów – złoto

Melbourne 1956
- kategoria do 82,5 kilogramów – złoto

Rzym 1960
- kategoria do 75 kilogramów – srebro